# Гуцериев, Микаил Сафарбекович
Микаи́л Сафарбе́кович Гуцери́ев (иногда Михаил) (род. 9 марта 1958, Акмолинск) — российский предприниматель, миллиардер, доктор экономических наук, поэт, член Союза писателей России, композитор, меценат, продюсер, депутат Государственной думы Российской Федерации II созыва и III созыва.

## Предки

Мать, Марем Ахильгова с детьми, 1967

Дед, Саад Гуцериев, родился в 1882 году в пригороде Владикавказа. По семейной легенде, девятилетним мальчиком, один, босиком перешёл через Крестовый перевал и перебрался в Тифлис. Закончил реальное училище, потом прошёл обучение в Отдельном корпусе жандармов Российской императорской армии. Прошёл путь от рядового урядника до полицейского пристава Западной Грузии и Сухуми. Позже переехал во Владикавказ (жил в Лебедевском переулке, ныне — пер. Вахтангова), занимался предпринимательством. Владел крахмальным и винокуренным заводами. После Октябрьской революции Саад Гуцериев руководил различными предприятиями Наркомместпрома. В 1944 году Саада Гуцериева, как и многих ингушей, репрессировали, дом конфисковали, а всю семью сослали в Казахскую ССР, где он скончался в 1948 году. В 2014 году крупный отель Астаны, столицы Казахстана, возведённый семьёй Гуцериевых, получил имя их деда — «Марриотт Саад-Отель»[значимость факта?].

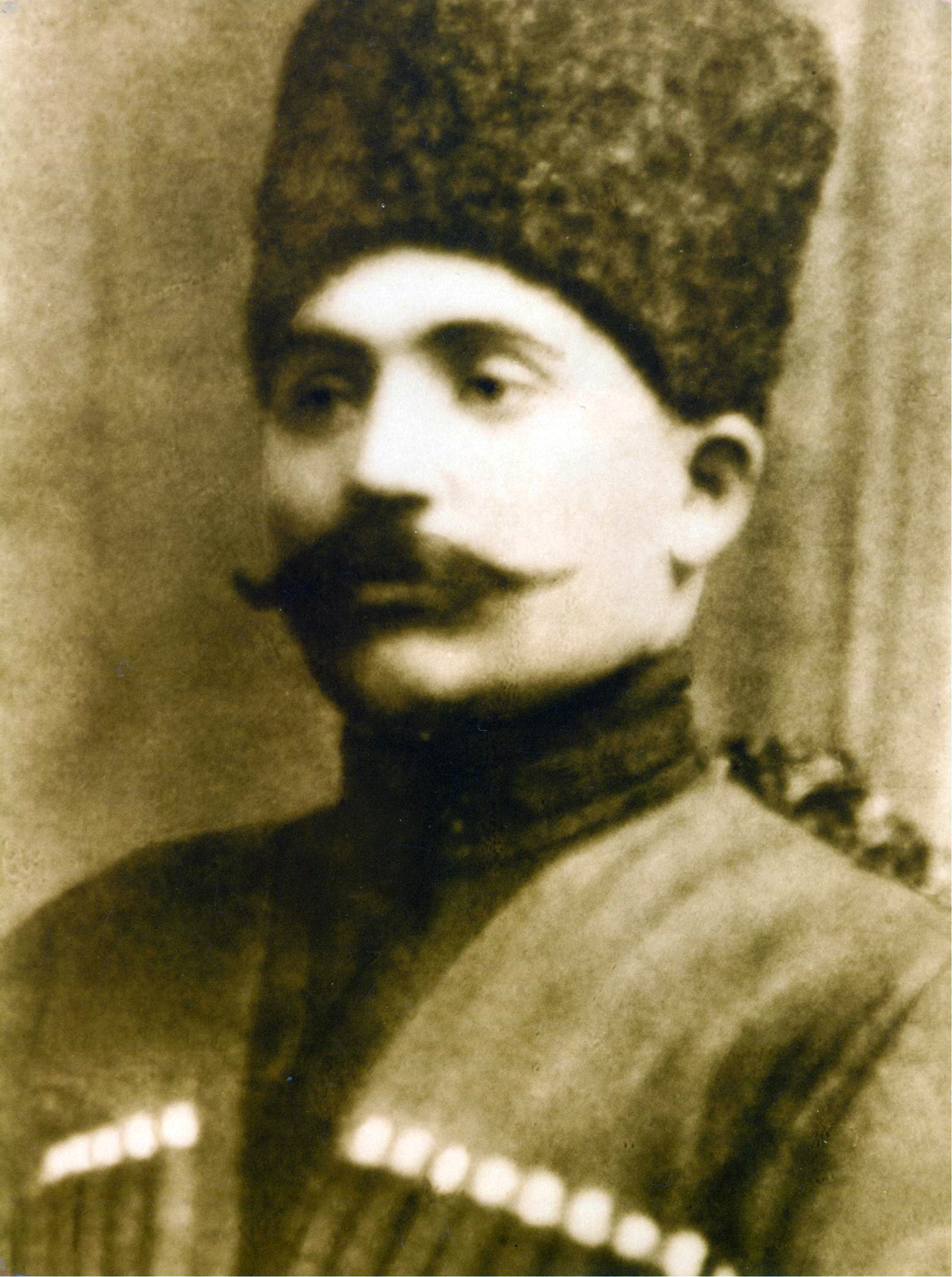
Дед, Саад Гуцериев, пристав Западной Грузии и г. Сухума, 1908

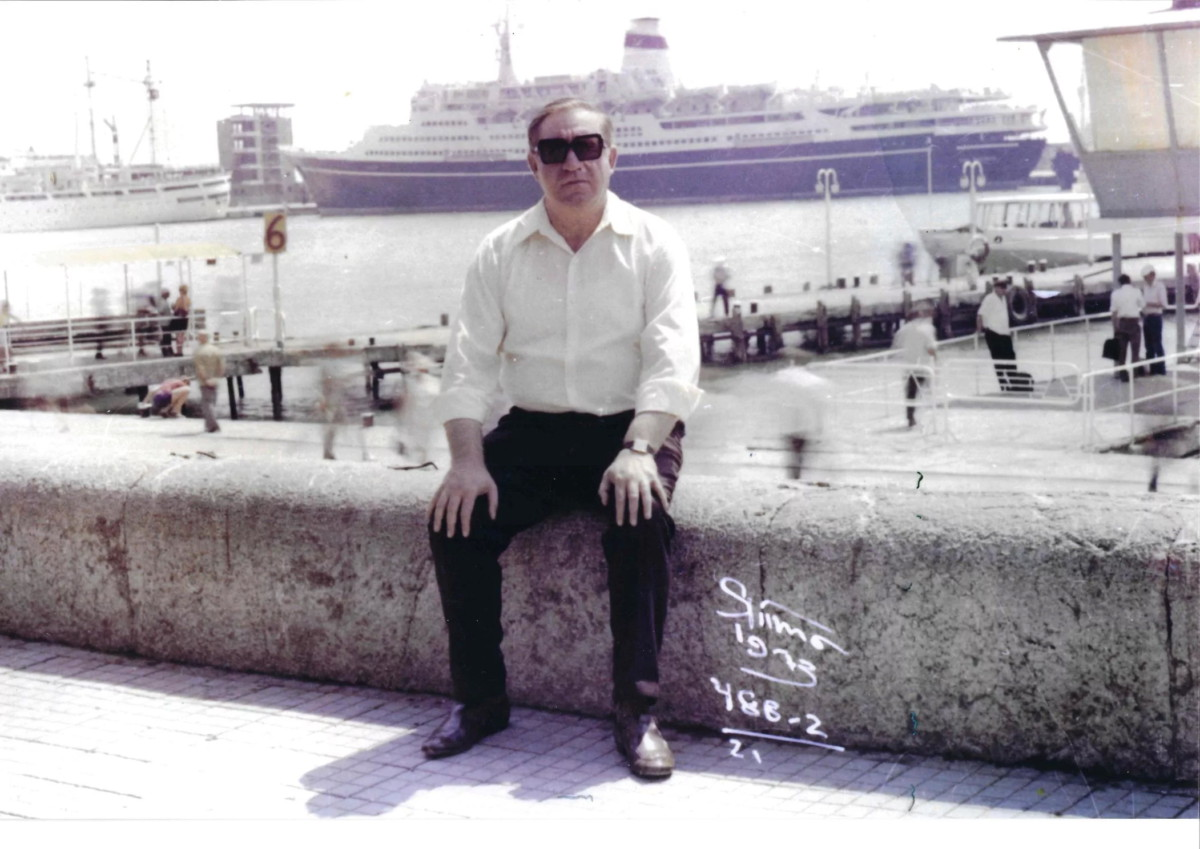
Отец, Сафарбек Гуцериев, 1973

Награждён Серебряной медалью «За усердие» на Станиславской ленте (1909); Золотой медалью «За усердие» на Анненской ленте (1911); Золотой медалью «За храбрость» 1-й степени на Георгиевской ленте (1914); Георгиевским крестом «За службу и храбрость» (1915).
Отец, Сафарбек Саадович Гуцериев, родился в 1920 году. В 1941 году окончил Саратовский юридический институт, позже получил второе высшее образование, заочно окончив в 1971 году экономический факультет Северо-Осетинского государственного университета по специальности «Экономика торговли». Во время Великой Отечественной войны служил в органах прокуратуры. В 23 года стал прокурором района. После депортации ингушей в Казахскую ССР в 1944 году Сафарбек Гуцериев работал старшим следователем по особо важным делам Акмолинского областного управления МВД. В 1948 году был репрессирован и приговорён к 25 годам лишения свободы с последующей пятилетней ссылкой и лишением всех прав. Через полгода после смерти Сталина Сафарбек Гуцериев был освобождён, восстановлен в партии, в 1955 году реабилитирован. После войны работал на различных руководящих должностях областного масштаба: был начальником УПТК «Целинстрой», директором СМУ, а также других организаций в промышленности и торговле. Награждён 11 государственными наградами. Умер в 1978 году.
Мать, Марем Якубовна Ахильгова (1924—1998) — домохозяйка, мать-героиня, родила девятерых детей.
Название промышленно-финансовой группы «Сафмар» составлено из первых букв имён родителей Гуцериева — Сафарбека и Марем.

## Биография
Михаил Гуцериев родился 9 марта 1958 года в Акмолинске в ингушской семье, которая была репрессирована и депортирована в Казахскую ССР. Окончил среднюю школу № 23 в городе Грозном Чечено-Ингушской АССР, которая была полностью разрушена во время чеченских войн, а в 2005 году отстроена заново на средства Гуцериева.
В 1975 году начал трудовую деятельность грузчиком (складским рабочим) на предприятии «Грозненский горплодовощторг». С 1976 года — накатчик цеха шёлкографии на фабрике народных художественных промыслов в Джамбуле Казахской ССР, затем до 1982 года — мастер швейного цеха на той же фабрике.

## Образование
Одновременно с работой на фабрике учился на вечернем отделении химико-технологического факультета Джамбульского технологического института лёгкой и пищевой промышленности по специальности «Технология кожи и меха», позже закончил вечернее отделение Российского государственного университета нефти и газа имени И. М. Губкина по специальности «техника и технология нефтегазового дела». Впоследствии окончил Финансовую академию при Правительстве РФ по специальности «финансы и кредит», Санкт-Петербургский государственный юридический университет по специальности «гражданское право», докторантуру Российской экономической академии имени Плеханова по специализации «свободные экономические зоны». Кандидат юридических наук, доктор экономических наук.
В 1996 году защитил диссертацию на соискание учёной степени кандидата юридических наук по теме «Преступность в крупнейших городах: Состояние и проблемы профилактики на материалах Москвы и Санкт-Петербурга» в Санкт-Петербургском государственном юридическом университете.
В 1998 году защитил диссертацию на соискание учёной степени доктора экономических наук по теме «Формирование и развитие зон экономического благоприятствования: Методология и практика» в Российской экономической академии. 
В феврале 2001 года избран действительным членом общественной организации Российской академии естественных наук за выдающийся вклад в развитие экономической науки и заслуги в организации нефтяного дела в России.
Автор монографий и серии научных публикаций по проблемам развития свободных экономических зон и офшорного бизнеса в России.
С детства занимается музыкой (скрипка, фортепиано), пишет стихи. Владеет английским языком.

## Ранняя карьера
С 1982 года работал в Грозненском производственном объединении Минместпрома РСФСР, где за 4 года прошёл путь от инженера-технолога до генерального директора объединения, став самым молодым генеральным директором среди руководителей производственных предприятий СССР. В 1988 году создал первое на Северном Кавказе российско-итальянское совместное предприятие — мебельную фабрику «Чиитал».
В 1988 году он основал один из первых в стране кооперативных банков «Кавказ». В 1991 году избран председателем Ассоциации предпринимателей Чечено-Ингушской АССР.
В 1992 году после приходом к власти Дудаева переехал в Москву, где в 1993 году основал и возглавил АКБ «БИН» (Банк инвестиций и инноваций). Затем постепенно была создана группа компаний БИН, объединившая промышленные предприятия, торговые компании и финансовые учреждения.
В 1994 году Михаил Гуцериев разработал концепцию свободной экономической зоны для резидентов на территории Ингушетии — зона экономического благоприятствования «Ингушетия» (ЗЭБИ). Правительством РФ 19 июня 1994 было принято Постановление № 740 об учреждении ЗЭБИ и распоряжение Правительства Российской Федерации от 25 ноября 1994 г. № 1848-р о назначении Гуцериева главой её администрации. ЗЭБИ получила право возврата в бюджет республики уплаченных в федеральный бюджет налогов, которые, по данным Федеральной налоговой службы Ингушетии, за период с 1994 по 1997 годы составили 1 млрд 388 млн деноминированных рублей. Финансовая корпорация «БИН», являясь официальным агентом правительства Ингушетии, занималась регистрацией предприятий в зоне экономического благоприятствования. Все финансовые потоки ЗЭБ «Ингушетия» аккумулировались на счетах министерства финансов Российской Федерации и Республики Ингушетия и контролировались федеральными и республиканскими налоговыми органами. В течение трёх лет в республику было привлечено и инвестировано более 200 млн $, продолжилось строительство столицы республики города Магас, построен аэропорт, автомобильный и железнодорожные вокзалы, университет, лицей, телерадиокомпания и многие другие инфраструктурные и производственные объекты. ЗЭБИ существовала до 3 июля 1997 года.
Однако в августе 1997 года в целях завершения строительства объектов ЗЭБИ и в связи с прекращением потока их финансирования, Михаилом Гуцериевым был создан Центр развития предпринимательства (ЦРП). За время действия ЦРП были введены в строй крупные инфраструктурные объекты, в частности, сети водоснабжения для населённых пунктов республики, внешние инженерные сети для газотурбинной электростанции, участки газопроводов и автодорог, имеющих важное значение для народнохозяйственного комплекса Ингушетии. Кроме того, усилиями ЦРП было завершено строительство ряда жилых кварталов и правительственного комплекса в Магасе, возведены другие социальные и производственные объекты. Основным инвестором ЦРП являлся Михаил Гуцериев.

## Депутат Госдумы
В 1995 году избран депутатом Государственной думы, где занимал пост заместителя председателя Госдумы. В связи с этим продал 100 % пакет акций АКБ «БИН» и тем самым вышел из акционерного капитала банка. В 1996 году Михаил Гуцериев инициировал, разработал и внёс на рассмотрение Государственной Думы законопроект о создании в России классической офшорной зоны для нерезидентов — «Центра международного бизнеса». Государственная Дума приняла Федеральный Закон «Центр международного бизнеса» (№ 16-ФЗ), основные положения которого соответствовали общепринятым нормам законодательств о компаниях международного бизнеса. 30 января 1996 года Закон был утверждён Президентом РФ. Закон просуществовал всего год. Началась активная регистрация международных нерезидентов. Из-за острого экономического кризиса 1998 года, резкого падения курса рубля и последующего дефолта правительство приостановило действие Закона, который сегодня находится в спящем состоянии.
В 1999 году вновь избран в Государственную Думу 3-го созыва по одномандатному избирательному округу № 12. Однако 14 января 2000 года на собрании акционеров АО «НГК „Славнефть“» был избран президентом компании, и от депутатского мандата на этот раз отказался.

## Посредническая деятельность по освобождению похищенных и заложников
В период с 1996 по 2006 годы Михаил Гуцериев сыграл одну из ключевых ролей в помощи российским спецслужбам в освобождении большого числа заложников, похищенных в разное время на Северном Кавказе различными преступными формированиями.
Так, согласно воспоминаниям А. Х. Амирханова, М. С. Гуцериев, который в то время являлся вице-спикером Государственной думы, «был главным звеном проведения всех переговоров и всех спецопераций по освобождению заложников». В частности, благодаря деятельности Гуцериева из плена были спасены: словацкий строитель Имрих Риго (похищен 10 октября 1996 года, освобождён 14 февраля 1997 года), директор швейцарской фирмы «Seibert-Stinnes» Роберт Хилл (похищен в 2 февраля 1997, освобождён 2 июля 1997) и директор кирпичного завода из Сербии Милан Евтич (похищен в декабре 1997). Также Гуцериев «сыграл решающую роль» в освобождении из плена руководителя строительства водопровода в Ингушетии Станислава Таслицкого и банкира Виктора Моргуна.
1 мая 1998 года Полномочный представитель Правительства Российской Федерации в Чеченской Республике Валентин Власов был захвачен группой чеченских боевиков на трассе Ростов—Баку. Зная об успешном опыте освобождения заложников, руководство МВД России обратилось к М. Гуцериеву с просьбой помочь организовать переговорный процесс. Согласно воспоминаниям главы МВД РФ (1998—1999) и премьер-министра РФ (1999) Сергея Степашина, переговорный процесс вёл Гуцериев, благодаря которому удалось определить местонахождение Власова. Благодаря спецоперации, проведённой под руководством заместителя главы МВД В. Рушайло 13 ноября 1998 года В. Власов был освобождён.
29 января 1998 года во Владикавказе похитили гражданина Франции, представителя Верховного комиссара ООН по делам беженцев Винсент Кошетель. Из Москвы операцией по освобождению Кошетеля руководил лично глава МВД С. Степашин, а переговоры и все контакты вёл Гуцериев. 12 декабря 1998 года в результате проведённой спецоперации МВД с участием заместителя главы МВД В. Рушайло и М. Гуцериева Винсент Кошетель был освобождён. За данную операцию Степашин был награждён президентом Франции Жаком Шираком орденом командора Почётного легиона. По словам Степашина, «эта награда — наша совместная с Михаилом Гуцериевым, хоть, как я уже сказал, к орденам он относился достаточно философски». Степашин вспоминает, что представлял Гуцериева к государственной награде, но он от неё отказался — «мне за это орденов не надо — я не воюю». Вместо ордена Степашин наградил Гуцериева именным оружием.
Кроме того, известно о непосредственном участии Гуцериева в организации освобождения из плена капитана ВС РФ Виталия Коротина, майора Северо-Кавказского РУБОП МВД РФ Виталия Хапова и пятерых сотрудников полка ППС МВД. Также Гуцериев принимал участие в успешном освобождении пяти женщин, которых обманным путем заманили в Чечню и похитили. Кроме того, Гуцериев был одним из участников освобождения религиозного деятеля Илеза Дениева, сына шейха Дени Арсанова.
В начале 1999 года Сергей Степашин попросил Гуцериева помочь в освобождении из плена служителей Русской православной церкви Петра Макарова и Сергея Потапова, которых удалось освободить в мае того же года вместе с пятью российскими военнослужащими. Премьер-министр России Степашин принял освобождённых в Доме правительства.
В ходе штурма города Грозного в 1999 году Гуцериев смог договориться с полевыми командирами об эвакуации около 90 человек, проживавших в доме престарелых в Старопромысловском районе Грозного.
4 октября 1999 года в Чечне похитили журналиста «Московских новостей» Дмитрий Бальбуров, в освобождении которого принял участие М. Гуцериев.
1 сентября 2004 года террористы захватили заложников в школе № 1 города Беслана. Вечером того же дня оперативным штабом, организованным для спасения заложников, было принято решение о привлечении к переговорному процессу М. Гуцериева. Утром 2 сентября 2004 года Гуцериев начал переговоры, от которых ранее отказались главы Ингушетии и Северной Осетии М. Зязиков и А. Дзасохов. Гуцериеву удалось договориться с боевиками о приглашении экс-президента Ингушетии Руслана Аушева. За ним был выслан самолёт Гуцериева. Сразу после прилёта он присоединился к переговорам. Благодаря Гуцериеву удалось добиться ряда уступок со стороны террористов, а именно: принять запасы питьевой воды для детей, эвакуировать тела убитых ими заложников, а также с помощью Руслана Аушева освободить 26 человек (24 ребёнка было выведено из школы). Известно, что в ходе переговоров Гуцериев предлагал и себя в качестве заложника, прося отпустить детей, но террористы категорически отказались. По воспоминаниям А. Х. Амирханова, «после Беслана Басаев заявил, что „Гуцериев обманул моджахедов в Беслане, сказав им, что штурма точно не будет, и уговорил их подпустить к зданию машину МЧС со спецназовцами. […] Мы заставим его захлебнуться своей кровью и прочувствовать всю её горечь“». К сожалению, спасти большую часть заложников не удалось. Тем не менее, согласно заключению комиссии по действиям оперативного штаба: «Привлечение к переговорам пользующихся авторитетом членов ингушской диаспоры Гуцериева, Аушева было своевременной мерой, адекватной складывающейся ситуации».
В 2006 году Гуцериев вновь был привлечён властями к переговорному процессу и помог освободить из плена депутата ингушского парламента Магомеда Чахкиева.
За многолетнюю деятельность по освобождению жертв похищений и захвата заложников М. Гуцериеву государством неоднократно предлагались различные ордена и медали, но он всегда от них отказывался со словами: «Я лишь выполнял свой гражданский долг. И на человеческом горе я себе медаль на грудь вешать не буду».

## Предпринимательская деятельность, доходы и собственность
Главный акционер промышленно-финансовой группы Сафмар, в состав которой входят ПАО «РуссНефть», АО «НК „Нефтиса“», ОАО «Русский уголь», ПАО «Моспромстрой», ГК «А101», пенсионные фонды АО «САФМАР», радиовещательный холдинг «Krutoy Media», АО «Моспромстрой-Фонд», лизинговая компания АО «Европлан», страховая компания «ВСК» и другие. Также владеет контрольным пакетом ретейл-компаний ПАО «М.Видео» и ООО «Эльдорадо».
Владелец британской компании «GCM Global Energy Inc.», добывающей нефть в Азербайджане и Казахстане. Контролирует активы в сфере недвижимости (в том числе гостиница «Националь», торговые центры Петровский пассаж и Смоленский пассаж в Москве и многие другие). Член бюро правления Российского союза промышленников и предпринимателей.
С 2002 года ежегодно включается в Список 200 богатейших бизнесменов России (по версии журнала Forbes). В рейтинге 2025 года Михаил Гуцериев занимает 28-е место с состоянием 5,8 млрд долларов.
В 2022 году совместное расследование Белорусского центра расследований, Transparency International и The Guardian обнаружило несколько объектов недвижимости на общую сумму 160 миллионов фунтов стерлингов в Лондоне, принадлежащих Саиду Гуцериеву, сыну Михаила. Ранее недвижимость, принадлежащая Саиду, упоминалась в Pandora Papers. Представители семьи сообщили журналистам, что у Саида нет деловых связей с отцом и что Михаил не имеет никакого отношения к этим активам, в то же время значительная часть этих объектов была приобретена, когда Саид ещё учился и не занимался бизнесом.

### Сафмар
Развитие промышленных компаний Гуцериева позволило направлять средства на приобретение новых активов в различных отраслях, что привело к масштабной диверсификации бизнеса предпринимателя. Для управления портфелем активов была создана управляющая компания АО «Группа „Сафмар“». Гуцериев стал председателем совета директоров Группы, определяющим стратегию развития конгломерата. В период с 2015 по 2020 годы в «Сафмар» вошли ведущие ретейловые сети «М.Видео» и «Эльдорадо», крупные угледобывающие предприятия (Кузбасская топливная компания, «Красноярскрайуголь» и др), нефтедобывающие активы, нефтеперерабатывающие заводы, ряд строительных и девелоперских холдингов («А101»), крупные логистические операторы (MLP и др.), негосударственные пенсионные фонды, лизинговые и страховые компании, ряд медийных активов. По данным рейтинга «Эксперт-400», опубликованного журналом «Эксперт», в 2020 году группа «Сафмар» входила в 5-ку крупнейших многоотраслевых холдингов России, общий объём выручки холдинга достиг 1,5 трлн рублей, количество сотрудников превысило 100 тысяч человек. В 2021 году группа «Сафмар» вошла в топ-10 крупнейших корпораций России по выручке согласно рейтингу «РБК-500».
Гуцериев крупнейший владелец коммерческой недвижимости на Тверской улице в Москве.

### Деятельность в Белоруссии
Гуцериев один из крупнейших частных инвесторов в Беларуси и соратников президента Беларуси Александра Лукашенко.
Михаил Гуцериев реализует бизнес-проекты в Республике Беларусь с 2000 года, когда решением правительства России и Белоруссии был назначен президентом российско-белорусской государственной нефтегазовой компании «Славнефть». Под его руководством «Славнефть» модернизировала Мозырский НПЗ, входящий в состав компании. После приватизации «Славнефти», которая была продана компаниям «ТНК-ВР» и «Сибнефти», Михаил Гуцериев ушёл с должности президента «Славнефти». С целью увеличения экспортных возможностей созданная Гуцериевым компания «Русснефть» в 2005 году построила в Брянской области нефтеналивной железнодорожный терминал для доставки сырья в Белоруссию, Украину страны Балтии и Восточной Европы.
В 2011 году компания Гуцериева «Славкалий» подписала с правительством Белоруссии инвестиционное соглашение, согласно которому в строительство Нежинского ГОКа на месторождении калия под городом Любань в 150 километрах от Минска должно было быть вложено $2 млрд. Соглашение также предусматривает обязательства инвестировать $250 млн в проекты социально-экономической инфраструктуры республики, часть из которых на сумму в размере $180 млн, уже реализованы: построена гостиница Ренессанс, находящаяся под управлением американской компании Marriott, офисный центр, терминал для бизнес-авиации в столичном аэропорту и дом отдыха усадьбу «Красносельское» для личных нужд и отдыха сотрудников.
В июле 2017 году началось строительство комбината. Это самый крупный проект, который частная компания реализует на постсоветском пространстве. В финансировании проекта принимает участие Госбанк развития Китая.
В январе и феврале 2020 года, во время очередного «нефтяного конфликта» Минска с Москвой, нефтедобывающие компании Гуцериева были единственными, кто до подписания контрактов с основными поставщиками обеспечивал продажу российской нефти в Республику Беларусь. При этом объём поставок составлял около 500 тысяч тонн ежемесячно, что составляло 25 % от общего объёма поставок нефти в республику. Одновременно для поддержания баланса нефтепродуктов и нужд населения кроме компаний Гуцериева нефть в Белоруссию поставляли азербайджанская государственная компания SOCAR, национальная нефтяная компания Саудовской Аравии Saudi Aramco, добывающие компании Норвегии. Госсекретарь США Майкл Попмео на встрече с президентом Беларуси Лукашенко заявил, что США готовы полностью обеспечить потребности республики в сырье.

### Деятельность Азербайджане и Казахстане
Михаил Гуцериев является владельцем британской компании «GCM Global Energy Inc.», которая добывает нефть в Азербайджане и Казахстане.

### IT-проекты
По сообщению газеты «Коммерсантъ» Михаил Гуцериев сыграл важную роль в появлении в Беларуси законодательства, регулирующего, в частности технологии блокчейн и криптовалюты, считающегося сейчас едва ли не самым передовым в мире. Благодаря ему Беларусь стала первой в мире страной, узаконившей смарт-контракты. В декабре 2017 года при активном участии Гуцериева в Беларуси приняля Декрет № 8 «О Развитии цифровой экономики», который определил нормативно-правовую базу для революционного развития IT-отрасли в республике. В январе 2019 в рамках реализации этого Декрета была открыта первая на территории СНГ криптовалютная биржа Currency.com. Основным инвестором криптобиржи стал сын Михаила Гуцериева — Саид. Криптобиржа позволяет торговать и инвестировать в традиционные финансовые инструменты, используя криптовалюты. При этом созданная Саидом Гуцериевым совместно с предпринимателем В. Прокопеней компания Currency.com стала первым профессиональным участником регулируемого в Белоруссии рынка криптовалют.

### Медиабизнес
В 2010-е годы Михаил Гуцериев стал ключевым игроком на радиовещательном рынке Российской Федерации.
В июне 2012 года приобрёл у Александра Лебедева радиостанции «Просто радио» (94 FM в Москве) и «Добрые песни» (94,4 FM в Москве). Впоследствии на первой частоте появилась радиостанция «Восток FM», а на второй — «Весна FM».
30 января 2013 года стало известно о том, что 75 % акций холдинга Krutoy Media («Love Radio», «Радио Дача» и «Такси FM») приобрели структуры Михаила Гуцериева, а 25 % остались во владении Игоря Крутого. К моменту сделки предприниматель уже владел двумя радиостанциями: «Весна FM» и «Восток FM». Новые владельцы объявили о сохранении прежней программной политики холдинга, стоимость которого тогда оценивалась в $50–60 млн.
В ноябре 2013 года приобрёл радиостанцию «Финам FM», которую вместе со станциями «Восток FM» и «Весна FM» включил в холдинг «Изюм».
В апреле 2015 года Михаил Гуцериев приобрёл 100 % пакета акций радиостанции «Радио Шансон». Стоимость сделки оценивалась на радиорынке в $50–60 млн, по словам Гуцериева — 60. Таким образом за три года Михаилу Гуцериеву удалось собрать крупный медиахолдинг, который сегодня входит в число ведущих медиакомпаний страны по общему объёму аудитории, числу радиочастот (второе место после «Газпром-медиа») и удерживает высокие рейтинговые позиции.
В 2015 году стал одним из основателей Российской национальной музыкальной премии «Виктория» и «Академии российской музыки», объединившей ведущих деятелей музыкальной индустрии страны.
В 2016 году приобрёл интернет-станцию «Русский хит», чей формат впоследствии стал основой для одноимённой радиостанции.
В январе 2017 года Михаил Гуцериев стал владельцем группы компаний Bridge Media — телевизионного холдинга, включающего ряд популярных музыкальных телеканалов.
В ноябре 2017 года Михаил Гуцериев приобрёл ещё одну крупную российскую федеральную радиостанцию, название которой не сообщается.

## Продюсерская деятельность
Михаил Гуцериев — продюсер различных концертных шоу, телевизионных программ и музыкальных клипов. Среди них: новогодние мюзиклы на телеканале НТВ «Тысяча и одна ночь или Территория любви», «Новогодняя сказка», конкурс талантливых исполнителей «Пой в душе», Российская национальная музыкальная премия «Виктория», премия «Шансон года»; концерты классической музыки «Большая любовь», популярной музыки «Новый Myzon», «Удачные песни», «Звёзды Востока», «Big Love Show», «Ээхх, Разгуляй!», «Бархатный Шансон»; благотворительные рождественские представления «Ночь счастливых надежд», «Зимнее Show». Продюсировал шоу Ани Лорк «DIVA», фильмы «Белый лебедь», «Анна Каренина» и «Пилигрим», фестивали REKA FEST и BRIDGE TV NEED FOR FEST в Турции, гимн российской национальной сборной по футболу, выставку Американской музыкальной премии «Грэмми» в России и другие известные проекты.
В 2014 году продюсерский центр Михаила Гуцериева получил награду телеканала RU.TV как лучший продюсерский центр года. В 2022 году продюсерский центр Михаила Гуцериева признан «Лейблом года» на премии TopHit Music Awards.

## Уголовное преследование
27 февраля 2001 года избран вице-президентом Российского союза промышленников и предпринимателей.
В 2002 году акции «Славнефти» были проданы консорциуму Сибнефти (ныне — «Газпром нефть») и Тюменской нефтяной компании за 1,86 млрд $, а сам Гуцериев в сентябре 2002 года создал и возглавил ОАО НК «РуссНефть». В течение четырёх лет «Русснефть» вошла в число 10-ти крупнейших вертикально-интегрированных нефтяных холдингов России. Президент компании «Транснефть» Семён Вайншток так оценивал рост бизнеса компании: «Если бы мне кто-то сказал два года назад, что появится компания с 15 млн тонн добычи в год, я бы посмотрел на него как на не очень умного человека. Но „Русснефть“ шагает такими темпами. Причем, обратите внимание, без скандалов, на мелких месторождениях, цивилизованным способом. Скупает компании, приходит с передовым менеджментом и работает».
В конце июля 2007 года Михаил Гуцериев официально заявил о беспрецедентном давлении, оказываемом на него со стороны российского государства, и объявил о продаже компании «РуссНефть» холдингу лояльного Кремлю предпринимателя Олега Дерипаски «Базовый элемент». Гуцериев оставил пост президента «РуссНефти» и заявил о прекращении занятия предпринимательской деятельностью (помимо «РуссНефти», ему принадлежит компания «Русский уголь» и др.) и уходе в науку.
В 2007 году после гибели сына Чингиза бежал в Лондон от уголовного преследования. Ещё 6 августа Гуцериев был объявлен в международный розыск. 28 августа 2007 года Тверской суд Москвы выдал санкцию на заочный арест Гуцериева, удовлетворив ходатайство следственного комитета при МВД России (по обвинению об уклонении от уплаты налогов в особо крупном размере и незаконной предпринимательской деятельности). Ранее Гуцериев уже находился под подпиской о невыезде, но 30 июля через Минск смог выехать из России в Лондон, получив к тому времени 3 миллиарда долларов от Олега Дерипаски за «РуссНефть».
16 октября 2007 года Гуцериев обратился в Департамент миграционной политики МИД Великобритании за политическим убежищем. Однако эта информация была официально опровергнута.
В 2008 году постановлениями Президиума Высшего Арбитражного Суда (№ 6272/08 и № 6273/08 от 28.10.2008 «О правомерности вычетов НДС») все решения судов по неуплате налогов АО НК «РуссНефть» были отменены. В 2009 году Следственным комитетом при МВД мера пресечения для Гуцериева была изменена с заочного ареста на подписку о невыезде.
В январе 2010 года Гуцериев вернул контроль над 100 % ОАО НК «Русснефть». К середине апреля 2010 года все обвинения против бизнесмена были сняты, уголовные дела прекращены в связи с отсутствием состава преступления. Дело было признано сфабрикованным; Гуцериев был полностью реабилитирован.
В апреле 2010 года было объявлено о продаже Гуцериевым 49 % компании структурам АФК «Система» за 100 млн $, а ещё 2 % акций — Сбербанку. 7 мая 2010 года Михаил Гуцериев вернулся из Великобритании в Россию, приземлившись чартерным рейсом в ингушском аэропорту «Магас», чтобы посетить могилы родителей и сына. В дальнейшем приступил к руководству компанией «РуссНефть».
Летом 2013 года Михаил Гуцериев вновь стал контролирующим акционером компании ОАО НК «Русснефть», выкупив акции у АФК «Система» за 1,2 млрд $.
В феврале 2015 года в связи с расширением бизнеса двух принадлежащих ему крупных нефтегазовых компаний (АО НК «РуссНефть» и АО «НК Нефтиса») стал председателем совета директоров обществ, сделав ставку на стратегическое управление активами.

## Санкции
21 июня 2021 года Гуцериева включили в санкционный список Евросоюза с разъяснением, что он «получает выгоду и поддерживает режим Лукашенко». Санкции введены после подавления протестов Белоруссии и инцидента с посадкой Boeing 737 в Минске. Санкции включают запрет на въезд в страны ЕС и замораживание персональных активов в них. На начало 2022 года все европейские счета и активы Гуцериева оказались заблокированы. Санкции предусматривают возможность блокировки бизнеса, где доля Гуцериева выше 50 % или где у него есть право единолично принимать решения. Законодательство ЕС учитывает не только формальное владение бизнесом, но и наличие фактического контроля.
После включения в Чёрный список ЕС, Гуцериев решил выйти из совета директоров компании «Русснефть», который он возглавлял. 6 июля 2021 года к июньскому пакету санкций ЕС присоединились Албания, Исландия, Лихтенштейн, Норвегия, Северная Македония, Черногория.
7 июля 2021 года Швейцария объявила, что присоединяется к санционному списку Евросоюза. 9 августа 2021 год Великобритания ввела санкции против Гуцериева.
19 апреля 2022 года, на фоне вторжения России на Украину, Гуцериев внесён в санкционный список Канады «соратников российского режима» за его «соучастие в неоправданном вторжении России в Украину».
19 октября 2022 года включён в санкционный список Украины так как он «поддерживает действия и политику, которые подрывают и угрожают территориальной целостности, суверенитету и независимости Украины, а также её стабильности и безопасности». По аналогичным основаниям был внесён в санкционный список Австралии, Швейцарии и Новой Зеландии.
В апреле 2022 года, из-за введённых санкций, Кипр отозвал «золотой паспорт» Гуцериева и членов его семьи, лишив их гражданства.
6 сентября 2023 года Европейский суд отклонил иски Гуцериева и ещё нескольких российских бизнесменов, требовавших снятия санкций ЕС.
16 ноября 2023 года Михаил Гуцериев подал новый иск, чтобы обжаловать судебные решения Европейского суда общей юрисдикции касательно введённых в отношении бизнесмена санкций.
В ноябре 2024 года Гуцериев, совместно с рядом других российских олигархов, был лишён гражданства Республики Кипр («золотого паспорта»).
8 мая 2025 года Суд ЕС отклонил апелляцию Гуцериева на решение об исключении его из санкционного списка Беларуси.

## Семья
Старший сын Чингиз (Чингисхан) Гуцериев (1986—2007) — окончил начальную школу Паплвик, затем частную школу Хэрроу и Уорикский университет в Великобритании. После учился заочно в Российском государственном университете нефти и газа имени И. М. Губкина. Скончался после автомобильной аварии 22 августа 2007 году от кардиомиопатии.
Младший сын Саид Гуцериев (род. 1988) — российский и британский предприниматель, входит в список богатейших бизнесменов России по версии журнала «Forbes». Гражданин Великобритании. Предприниматель, генеральный директор одной из нефтеперерабатывающих компаний России — «ФортеИнвест», является акционером НПФ «Европейский пенсионный фонд». Входит в советы директоров всех предприятий, которыми владеет его отец. 26 марта 2016 года женился на 20-летней студентке Московского медико-стоматологического университета ингушке Хадиже Ужаховой, торжество проходило в московском ресторане «Сафиса», 600 гостей развлекали Дженнифер Лопес, Стинг, Энрике Иглесиас и Алла Пугачёва, свадебный наряд невесты весил около 25 кг и стоил десятки миллионов рублей. Свадьба широко обсуждалась в соцсетях. Мнения комментаторов о свадьбе, стоимость которой оценивается в миллиард долларов, разделились: одни отозвались о ней, как о «сказке», другие назвали её «пиром во время чумы». «Вторая серия» свадебной вечеринки позже состоялась в Лондоне, в банкетном зале отеля The Dorchester.
Старший брат Хамзат Сафарбекович Гуцериев (род. 1954) — российский политик и предприниматель, генерал-лейтенант милиции, доктор юридических наук, профессор.
Младший брат Саит-Салам Сафарбекович Гуцериев (род. 1959) — российский политик и предприниматель, депутат Государственной думы третьего и четвёртого созывов (1999—2007), доктор экономических наук, кандидат юридических наук.
Дочь Софья Микаилова Гуцериева (род. 1991), окончила в 2007 году в Москве среднюю школу № 25 и музыкальную школу по классу фортепиано. В 2013 году окончила факультет иностранных языков МГУ. С 2019 года —генеральный директор «Петровского пассажа».

## Поэтическая деятельность
В 2013 году Литературный клуб «Литера» опубликовал серию видео, с молодыми актёрами Москвы и Санкт-Петербурга читающих стихи Гуцериева.
В 2014 году это начинание художественно продолжил режиссёр Михаил Левитин (младший). В 2014—2018 годах он, совместно с киностудией «Мосфильм», снял несколько киноциклов на популярные произведения поэта. Среди них: 2014 год — цикл «Стихотворения Михаила Гуцериева», объединивший 9 произведений поэта; 2015 год — два фильма «Последняя любовь» и «Семнадцать лет и семь недель», в которых прозвучали 20 произведений; 2016 год — «Эта ночь никогда не забудется» и «Я от бесчестия до терний», в основу которых легли 14 стихотворений; 2018 — «За сутки до финала», состоящий из 10 стихотворений. В этих фильмах, на слиянии кино и поэзии, стихи Гуцериева читают известные российские актёры, в числе которых Валентин Гафт и другие.
Стихи Михаила Гуцериева публикуют российские литературно-художественные издания («Наш современник», «Москва» и другие). Известность также получили афоризмы и высказывания поэта, философского, общечеловеческого и социального характера, растиражированные средствами массовой информации и социальными сетями. В их основе лежат интервью Гуцериева, цитаты из литературных произведений и стихов к песням.
С 2010 по 2022 годы опубликованы одиннадцать музыкальных сборников на стихи Гуцериева: «Территория любви», «Мы боимся любить», «Это время любви», «Формула счастья», «Чай с молоком», «Сердце — дом для любви», «Ориентир любви», «Любовь уставших лебедей», «Особенные слова», «Большая любовь» и «Я жду звонка».
В 2020 году Союз писателей России наградил Гуцериева Медалью имени Михаила Шолохова «за высокие творческие достижения, большую просветительскую работу, благотворительную помощь в поддержку отечественной культуры и русской словесности».

### Песенное творчество
Поэзией Михаил Гуцериев начал увлекаться в юности.
С песнями на его стихи выступает ряд российских исполнителей: Иосиф Кобзон, Лайма Вайкуле, Николай Басков, София Ротару, Григорий Лепс, Валерия, Стас Михайлов, Ирина Круг, Авраам Руссо, Кристина Орбакайте, Александр Буйнов, Надежда Кадышева, Александр Малинин, Таисия Повалий, Филипп Киркоров, Максим Покровский, Михаил Шуфутинский, Стас Пьеха, Александр Маршал, Наташа Королёва, Слава, Денис Клявер, Любовь Успенская, Митя Фомин, Анастасия Стоцкая, Николай Расторгуев, Алсу, Зара, Хор Турецкого, Катя Лель, Батыр, Лара Фабиан, Марк Тишман, Николай Трубач, Сергей Любавин, Анжелика Агурбаш, Людмила Соколова, Ани Лорак, Влад Топалов, Витас, Алла Пугачёва, Дима Билан, Дмитрий Маликов, Татьяна Буланова, Анна Семенович, Жека, Наталия Власова, Ясения, Алексей Глызин, Тамара Гвердцители, Юрий Смыслов, Димаш Кудайберген, Сергей Лазарев, Ольга Бузова.
Более ста произведений написаны Гуцериевым совместно с композиторами К. Брейтбургом, И. Крутым, В. Коханой, С. Ревтовым, И. Зубковым, В. Дробышем, Андреем Ктитарёвым, Сергеем Бакуменко, Игорем Азаровым, Тимофеем Леонтьевым, Дмитрием Дубинским, Денисом Ковальским, Алексеем Романоф и другими.
В ряде песен Гуцериев выступает в качестве композитора: «О любви иногда говорят…» в исполнении А. Малинина, «Не суди меня, любимый» Р. Рай, «Девочка в белом» Л. Соколовой, «Улыбка Бога радуга» арт-группы «Хор Турецкого» и другие.

### 2012 год
Три песни на стихи Гуцериева стали лауреатами фестиваля «Песня года-2012»: «Две жизни» Александра Буйнова (автор стихов — М. Гуцериев, автор музыки — А. Буйнов), «Джокер» Стаса Михайлова (автор стихов — М. Гуцериев, автор музыки — С. Михайлов) и «Территория любви» Рады Рай (автор стихов — М. Гуцериев, авторы музыки — В. Клименков, А. Аташ и С. Акалин).

### 2013 год
В 2013 году Иосиф Кобзон записал три песни на стихи М. Гуцериева: «Вишнёвые розы», «Душа» и «Доля женская, воля мужская». На все композиции в 2013—2014 годах выпущены клипы.
Песня «Love Story» на стихи Гуцериева в исполнении Михаила Шуфутинского дала название концерту певца, приуроченному к 65-летию артиста и состоявшемуся 13 апреля 2013 года в Москве.
В альбом Максима Покровского вошли четыре песни на стихи Гуцериева: «Московские пробки», «Жёлтые очки», «Глаза любви» и «Азия-80».
На музыкальном конкурсе «Новая волна-2013», проходившем в Юрмале, песни Гуцериева исполнили Л. Вайкуле («Дикое танго»), К. Орбакайте («Маски») и И. Кобзон («Душа»).
В декабре 2013 года Гуцериев получил восемь дипломов 42-го ежегодного музыкального телевизионного Фестиваля «Песня года-2013» за написанные им стихи для ряда популярных песен: «Дикое танго» (в исполнении Л. Вайкуле), «Странный сон» в (Д. Клявер), «Озноб души» (С. Михайлов), «Вишнёвые розы» (И. Кобзон), «Московские пробки» (М. Покровский), «Мы боимся любить» (Валерия), «Три дня» (С. Ротару) и «Маски» (К. Орбакайте). Сам Михаил Гуцериев был награждён специальным призом имени Роберта Рождественского в номинации «Лучший поэт года».

### 2014 год
В ноябре 2014 года Михаил Гуцериев стал победителем музыкального конкурса России «Золотой граммофон». Его песни «Мы боимся любить» в исполнении Валерии и «Странный сон» в исполнении Дениса Клявера были признаны лауреатами конкурса.
В декабре 2014 года двенадцать песен на стихи Гуцериева стали лауреатами фестиваля «Песня года-2014», а сам автор второй год подряд признан «Лучшим поэтом года». Победителями стали: «Кумир» (Ф. Киркоров), «Вишнёвая любовь» (Н. Басков), «Доля женская-воля мужская» (И. Кобзон), «Московская осень» (К. Орбакайте), «Это время любви» (Валерия), «Счастье над Землёй» (Зара), «Не беда горе» (дуэт «Непара»), «Порочен я тобой» (Н. Королёва и А. Маршал), «Я жду звонка» (А. Коган), «Счастье ты моё» (Алсу), «Спелый мой» (Слава), «Любовь уставших лебедей» (Лара Фабиан).

### 2015 год
В декабре 2015 года Гуцериев вновь признан лучшим автором «Песни года». Победителями стали следующие его песни: «Твоих рук родные объятья» (Т. Повалий), «Индиго» (Ф. Киркоров), «Любовь — не слова» (Н. Басков), «Формула счастья» (Валерия), «Крестики-нолики» (В. Рыбин и Н. Сенчукова), «Несовместимая любовь» (Стас Пьеха), «Однолюб» (Слава), «Этот год любви» (Зара), «Горький вкус бузины» (Л. Успенская), «Осенняя любовь» (А. Лорак), «Я обязательно вернусь» (Д. Клявер), «Нет слова „я“» (Н. Королёва), «Понимаю, ты устала» (С. Михайлов).

### 2016 год
В апреле 2016 года в рамках XV юбилейного музыкального фестиваля «Шансон года», проходившего в Государственном Кремлёвском дворце, 9 песен на стихи Гуцериева признаны лауреатами конкурса: «Территория любви» в исполнении Р. Рай, «Шанель» И. Круг, «Не бойтесь любви» Т. Булановой, «Я просто медленно люблю» М. Шуфутинского, «Безумные ночи» А. Маршала, «Руки тёплые на бархате цветном» А. Буйнова, «Твоих рук родные объятья» Т. Повалий, «Мальчик-задира» С. Михайлов и «Улыбка Бога радуга» «Хора Турецкого».
На «Новой волне-2016» прозвучали песни: «Чай с молоком» в исполнении Т. Повалий, «Я устала ходить» (Н. Королёва), «Я за тобою вознесусь» (Т. Гвердцители), «Который год» (Ясения), «Я подарю тебе любовь» (Н. Басков), «Химера» (Ф. Киркоров), «Неделимые» (Д. Билан), «Сто недель» (А. Буйнов).
В декабре 2016 года Михаил Гуцериев вновь признан лучшим поэтом 45-го юбилейного Фестиваля «Песня года», ему была вручёна статуэтка «Поэт года». Дипломами фестиваля были отмечены следующие песни на стихи М. Гуцериева: «Не звони» (А. Пугачёва), «Я подарю тебе любовь» (Н. Басков), «Неделимые» (Д. Билан), «Он и она» (А. Глызин и Валерия), «Химера» (Ф. Киркоров), «Сто недель» (А. Буйнов) «Сумасшедшее счастье» (А. Цой), «Я устала…» (Н. Королёва), «Сон, где мы вдвоём» (С. Михайлов), «Чай с молоком» (Т. Повалий), «Улыбка Бога радуга» («Хор Турецкого»), «Я за тобою вознесусь» (Т. Гвердцители).
В декабре 2016 года Михаил Гуцериев вновь в числе победителей престижного эстрадного конкурса «Золотой граммофон». Его песня «Неделимые» в исполнении Димы Билана стала лауреатом премии.

### 2017 год
В апреле 2017 года в рамках музыкального фестиваля «Шансон года», проходившего в Государственном Кремлёвском дворце, 12 композиций на стихи Михаила Гуцериева стали лауреатами премии и были удостоены статуэток: «Понимаю, ты устала» (С. Михайлов), «Сумасшедшее счастье» (А. Цой), «Горькое лекарство» (Р. Рай), «Забытая» (А. Иванов), «Чай с молоком» (Т. Повалий), «Сердце — дом для любви» (Т. Повалий), «Я за тобою вознесусь» (Т. Гвердцители), «Знаешь ты» (Хор Турецкого), «Он и она» (А. Глызин и Валерия), «Сто недель» (А. Буйнов), «Цвет шафрана» (Е. Григорьев), «Промежутки любви» (И. Круг).
В 2017 году на фестивале «Новая волна» прозвучали: «Камень на сердце» (П. Гагарина), «Не верю я» (Ф. Киркоров), «Одна на двоих бессонница» (К. Орбакайте), «Ориентир любви» (Т. Гвердцители), «Осень под ногами на подошве» (Н. Королёва), «Ранняя зима» (А. Буйнов), «Сердце — дом для любви» (Т. Повалий), «Твои глаза маренго» (Н. Басков) и «Я скучаю по нам по прежним» (Г. Лепс).
В ноябре 2017 года две песни на стихи поэта Михаила Гуцериева стали Лауреатами музыкальной Премии «Золотой Граммофон»: «Сердце — дом для любви» в исполнении Т. Повалий и «Сумасшедшее счастье» А. Цой.
В декабре 2017 Михаил Гуцериев вновь был признан «Поэтом года» фестиваля «Песня года». Дипломами были отмечены 12 композиций, написанные на его стихи: «Я скучаю по нам по прежним» (Г. Лепс), «Одна на двоих бессонница» (К. Орбакайте), «Камень на сердце» (П. Гагарина), «Не просто любовь» (А. Семёнович), «Твои глаза маренго» (Н. Басков), «Ранняя зима» (А. Буйнов), «Ориентир любви» (Т. Гвердцители), «Нас обрекла любовь на счастье» (С. Михайлов), «Сердце — дом для любви» (Т. Повалий), «Осень под ногами на подошве» (Н. Королёва), «У меня есть только ты» (Натали), «Знаешь ты» (Хор Турецкого).
Триумфом поэта завершилась церемония вручения Российской национальной музыкальной премии. В шорт-лист премии вошли пять композиций, написанные на стихи Гуцериева: «Химера» (Ф. Киркоров), «Я скучаю по нам по прежним» (Г. Лепс), «Нас обрекла любовь на счастье» (С. Михайлов), «Ориентир любви» (Т. Гвердцители) и «Сердце — дом для любви» (Т. Повалий). «Химера» была признана «Лучшим музыкальным видео», «Я скучаю по нам по прежним» победила в номинации «Городской романс», а сам Михаил Гуцериев был признан «Поэтом года».

### 2018 год
В марте 2018 года Гуцериев стал Лауреатом Международной профессиональной музыкальной премии BraVo в номинации «Поэт года».
В апреле 2018 года 12 песен на стихи поэта стали лауреатами XVII Премии «Шансон года»: «Она была совсем девчонкой» (М. Шуфутинский), «Я скучаю по нам по прежним» (Г. Лепс), «В доме, где живёт моя печаль» (Т. Буланова), «Только так» (Е. Григорьев), «Ранняя зима» (А. Буйнов), «Зинаида» (группа «На-на»), «Не суди меня, любимый» (Р. Рай), «Осень под ногами на подошве» (Н. Королёва), «Сердце — дом для любви» (Т. Повалий), «Счастье в долгу у несчастья» (С. Любавин), «Одиночество» (группа «Земляне»), «Нас обрекла любовь на счастье» (С. Михайлов).
19 мая 2018 года в Государственном Кремлёвском дворце прошёл творческий вечер Гуцериева. В концерте приняли участие: А. Пугачёва, Ф. Киркоров, К. Орбакайте, Н. Басков, Т. Гвердцители, Н. Королёва, А. Буйнов, Жасмин, М. Шуфутинский, Натали, А. Малинин, П. Гагарина, Зара, С. Михайлов и другие артисты.
Юбилей поэта также широко отмечался на популярном международном фестивале «Новая волна» в Сочи. В рамках Фестиваля было исполнено рекордное число композиций поэта — одиннадцать: «Ночь на облаках» (А. Панайотов), «О любви иногда говорят» (А. Малинин), «С днём рождения!» (Н. Басков), «Ты в глаза мне посмотри» (Т. Повалий), «У любви свои законы» (Зара), «Утонувшее небо» (А. Буйнов), «Судьба» (Лолита), «Твой поцелуй» (Слава), «Любовь-отрава» (дуэт Д. Клявера и Жасмин), «Химера» и «Не верю я» (Ф. Киркоров).
24 ноября в Кремлёвском дворце на церемонии вручения премии «Золотой граммофон» сразу три песни Михаила Гуцериева получили эту престижную награду: «Ты в глаза мне посмотри» (Т. Повалий), «Мой король» (Н. Басков и группа Queens) и «Одиночество» («Земляне»). Кроме того, в рамках церемонии состоялась премьера новой композиции на стихи поэта — «Зла не держи» в исполнении Веры Брежневой и Елены Север.
1 декабря 2018 года на главном музыкальном Фестивале страны — «Песня года» — сразу 10 песен поэта были признаны победителями 2018 года: «С днём рождения» (Н. Басков), «Утонувшее небо» (А. Буйнов), «Любовь уставших лебедей» (Д. Кудайберг), «Ты в глаза мне посмотри» (Т. Повалий), «Твой поцелуй» (Слава), «Любовь-отрава» (Жасмин и Д. Клявер), «Судьба» (Лолита), «У любви свои законы» (Зара), «О любви иногда говорят» (А. Малинин), «Ночь на облаках» (А. Панайотов). Михаил Гуцериев — абсолютный рекордсмен фестиваля: с 2012 года лауреатами «Песни года» стало 70 его песен.
7 декабря 2018 года в Государственном Кремлёвском дворце состоялась IV церемония вручения российской национальной музыкальной премии «Виктория». Второй год подряд Гуцериев был признан «Поэтом Года», кроме того в шорт-лист премии попали 8 песен, написанных на его стихи: «Ночь на облаках» (А. Панайотов), «Ты в глаза мне посмотри» (Т. Повалий), «Обнадёжь надеждой, нирвана» (Вахтанг), «О любви иногда говорят» (А. Малинин), «Осень — кошка в рыжих сапогах» (В. Сюткин), «Она была совсем девчонкой» (М. Шуфутинсий), «Судьба» (Лолита) и «Камень на сердце» (П. Гагарина).

### 2019 год
28 февраля 2019 года получил специальную награду хит-парада России ZD Awards в номинации «Рекорд» за рекордное количество песен, попавших в хит-парады страны.
20 апреля 2019 года 11 песен М. Гуцериева получили премию «Шансон года-2019»: «Судьба» (Лолита), «Розовая Нежность» (Н. Власова), «Утонувшее небо» (А. Буйнов), «Девушка простая» (Ю. Михальчик), «Ищи не ищи» (И. Круг), «Одно сердце на двоих» (Р. Рай), «Ориентир любви» (Т. Гвердцители), «Ты в глаза мне посмотри» (Т. Повалий), «Я знаю, мама» (Ясения), «Повторяй за мной» (М. Шуфутинский и М. Вебер), «Этот долгий день» (С. Михайлов). Кроме того, на концерте была представлена новая композиция на стихи поэта — «Давай разлуке запретим». Её исполнили Тамара Гвердцители и Стас Михайлов.
25 мая 2019 года группа «Земляне» получила премию RU.TV за клип на композицию «Одиночество», написанную на стихи поэта.
В июле 2019 года ряд песен на стихи Гуцериева прозвучали в рамках фестиваля «Белые ночи Санкт-Петербурга»: «Ориентир Любви» (Т. Гвердцители), «Давай разлуке запретим» (Т. Гвердцители и С. Михайлов), «Твоих рук родные объятия» (Т. Повалий), «Этот год любви» (Зара), «Девушка простая» (Ю. Михальчик), «Любовь-карусель» (Ясения), «Играю в прятки на судьбу» (Т. Буланова), «Сердце на сердце» (Н. Басков) и «Этот долгий день» (С. Михайлов).
В августе 2019 года 11 песен М. Гуцериева прозвучали в рамках фестиваля «Новая волна» в Сочи: «Сердце на сердце» (Н. Басков), «Я буду твоя» (Т. Повалий), «Вишнёвая любовь» и «С днём рождения!» (Н. Басков), «Любовь уставших лебедей» (Д. Кудайбергенов), «Счастье ты моё» (Ясения), «Лунный гость» (Ф. Киркоров), «Слёз умытая печаль» (Слава), «Знай» (Д. Кудайбергенов), «Снова и снова» (Ю. Михальчик) и «Сильней огня» (Жасмин).
23 ноября две песни на стихи М. Гуцериева получили престижную награду «Золотой Граммофон»: «Сердце на сердце» (Н. Басков) и «Зла не держи» (Е. Север и В. Брежнева).
5 декабря в рамках церемонии вручения российской национальной музыкальной премии «Виктория-2019» песни на стихи Михаила Гуцериева стали победителями в пяти номинациях: «Городской романс» («Давай разлуке запретим», С. Михайлов и Т. Гвердцители), «Лучшее музыкальное видео» («Лунный гость», Ф. Киркоров), «Композитор года» («Любовь уставших лебедей», И. Крутой), «Песня года» («Любовь уставших лебедей», Д. Кудайберген), а сам автор был в третий раз признан Поэтом года. Кроме того, ещё 5 песен попали в шорт-лист Премии: «Сердце на сердце» (Н. Басков), «Считаю медленно до ста» (группа «На-на»), «Этот долгий день» (С. Михайлов), «Повторяй за мной» (М. Шуфутинский и М. Вебер) и «Сердце на сердце» (Т. Повалий).
7 декабря на музыкальном фестивале «Песня года 2019» сразу 9 произведений поэта были удостоены наград самого популярного конкурса России. Среди них: «Сердце на сердце» (Н. Басков), «Лунный гость» (Ф. Киркоров), «Этот долгий день» (С. Михайлов), «Давай разлуке запретим» (С. Михайлов и Т. Гвердцители), «Я считаю шагами недели» (К. Орбакайте), «Я буду твоя» (Т. Повалий), «Сильней огня» (Жасмин), «Снова и снова» (Ю. Михальчик), «Знай» (Д. Кудайберген).
31 декабря на телеканале НТВ вышел новогодний мюзикл-сказка «1001 ночь, или Территория Любви», полностью составленный из песен поэта Михаила Гуцериева. Главные роли в нём сыграли Ф. Киркоров (Султан), Е. Климова (Шахерезада) и Н. Басков (Джинн). В мюзикле также приняли участие: Д. Билан, И. Крутой, Валерия, Лолита, Д. Кудайберген, Т. Гвердцители, К. Орбакайте, группа «Фабрика», Жасмин, М. Шуфутинский, А. Панайотов, Слава, Зара, А. Руссо, В. Кохана, Т. Повалий, Ю. Михальчик, группа «Иванушки International», А. Малинин, Д. Клявер, Маша Вебер, Р. Рай и А. Лирник.

### 2020 год
В апреле 2020 года песни на стихи М. Гуцериева получили премию ZD Awards газеты «Московский комсомолец»: «Давай разлуке запретим» в исполнении Т. Гвердцители и С. Михайлова победила в номинации «Дуэт года», а композиция «Сердце на сердце» Николая Баскова стала обладателем специального приза, как самая ротирумая песня чарта «Самый русский хит».
В декабре 2020 года три песни на стихи Гуцериева попали в шорт-лист Российской национальной музыкальной премии: «Позвони, будь посмелей» (группа «Фабрика»), «Время ходит назад» (И. Бусулис) и «Ты не целуй» (П. Гагарина). Гуцериев четвёртый раз подряд был назван «Поэтом года».
Также в декабре на фестивале «Песня года 2020» прозвучало восемь произведений на стихи Гуцериева: «Любовь бессмертна» (Н. Басков), «Ты не целуй» (П. Гагарина), «Твой первый» (А. Качер), «Особенные слова» (Т. Повалий), «Позвони, будь посмелей» (группа «Фабрика»), «Джанга» (Polina), «Время ходит назад» (И. Бусулис), «Только для рыжих» (Иванушки International).

### 2021 год
5 июня 2021 года 9 песен на стихи Гуцериева получили престижную премию «Шансон года»: «Поручни любви» (ВИА «Волга-Волна»), «Особенные слова» (Т. Повалий), «Вышло время безумных страстей» (Н. Шацкая), «Слёз умытая печаль» (Слава), «Донская бравада» (А. Петровская и Е. Росс), «Тяжело седому пацану…» (В. Медяник), «Не троньте душу грязными руками» (Г. Лепс), «Верю в гороскоп» (Р. Рай), «Ленинградский горьковатый хлеб» (Хор Турецкого).
В августе 2021 года сразу 13 песен поэта прозвучали в рамках международного музыкального конкурса «Новая Волна в Сочи»: «Время ходит назад» (И. Бусулис), «Ты не целуй» (П. Гагарина), «Туз буби» (Н. Гордиенко), «Неделимые» (Ю. Караулова), «Вишнёвая любовь» (Ф. Киркоров), «Сердце на сердце» (Д. Билан), «Большая любовь» (Н. Басков, Л. Успенская), «С днём рождения!» (Н. Басков), «Теряю сознание» (Валерия), «По камням по острым» (Ф. Киркоров), «Что с тобой? Как же я?» (С. Михайлов, Т. Повалий), «Твой первый» (А. Качер), «Летом на фиесте» (А. Пирожков).
В декабре М. Гуцериев в пятый раз был назван «Поэтом года» Российской национальной музыкальной премии «Виктория». В шорт-лист премии попали сразу семь песен поэта, две из которых были признаны победителями в трёх номинациях: «По камням по острым» (номинации «Поэт года» и «Музыкальное видео года») и «Большая любовь» в номинации «Городской романс года». На юбилейном 50-м телефестивале «Песня года» прозвучало восемь песен Гуцериева: «По камням по острым» (Ф. Киркоров), «Не троньте душу грязными руками» (Г. Лепс), «Летом на фиесте» (А. Пирожков), «Что с тобой? Как же я?» (С. Михайлов и Т. Повалий), «Туз буби» (Н. Гордиенко), «Ты не суди меня» (Я. Сумишевский), «Теряю сознание» (Валерия) и «Большая любовь» (Н. Басков и Л. Успенская).
31 декабря на телеканале НТВ состоялась премьера второго мюзикла на стихи М. Гуцериева — «Новогодняя сказка». В нём приняли участие: Ф. Киркоров, Валерия, И. Крутой, К. Орбакайте, Н. Басков, Слава, С. Михайлов, Л. Успенская, Г. Лепс, Жасмин, Д. Клявер, Зара, А. Иванов, Т. Повалий, М. Шуфутинский, В. Кохана, И. Пригожин, Polina, А. Качер, Н. Гордиенко, Я. Сумишевский, В. Дайнеко, группа «Фабрика» и А. Пирожков.

### 2022 год
19 марта стал лауреатом Национальной литературной премии «Поэт года» в номинации «Песни». Премия вручается «Российским союзом писателей» авторам, внесшим существенный вклад в русскую литературу.
16 апреля 14 песен на стихи М. Гуцериева получили премию Шансон года: «Голодная любовь» (исп. Слава), «Наше счастье одно на двоих» (А. Ланская), «Что с тобой? Как же я?» (С. Михайлов, Т. Повалий), «Три слова на салфетке» (С. Ростовъ), «Дикое танго» (Афина), «Большая любовь» (Л. Успенская, Н. Басков), «Цветная Азия» (А. Полотно, Ф. Карманов), «Гетера» (М. Бурляш), «Ты не суди меня» (Я. Сумишевский), «На незнакомой ветке» (О. Алмазова, М. Барский), «Осень в Москве» (Е. Кемеровский), «Виноват, прости» (Р. Алехно), «Безумная» (Зара), «Нас толкает за рамки любовь» (М. Олейник).
В декабре на фестивале «Песня года» прозвучало шесть композиций на слова поэта: «Бежит от скуки Москва» (Л. Долина), «Покажу паранойю» (А. Цой), «Я счастливая» (Н. Гордиенко), «Я бросил жребий» (Д. Клявер), «Виноват, прости» (Р. Алехно) и «Ночь счастливых надежд» (хор звёзд).

### 2023 год
1 марта года в шестой раз был признан «Поэтом года» Российской национальной музыкальной премии «Виктория». Песня «Я жду звонка» на стихи М. Гуцериева в исполнении С. Михайлова победила в номинации «Городской романс года», а композиция «Твои глаза маренго» в исполнении Н. Баскова стала лучшим «Танцевальным хитом года».
В апреле шесть песен Гуцериева получили награду «Шансон Года»: «Ждёт меня любимая» (Р. Алехно), «Женский каприз» (Е. Григорьев), «Огонь забытых мной цитат» (И. Круг), «Я жду звонка» (С. Михайлов), «Кто любит меньше — тот умней» (С. Ростов) и «Виктория-вестница» (А. Руденко и В. Алешко).
В декабре 8 песен Гуцериева прозвучали на музыкальном фестивале «Песня года»: «На синих озёрах» (Н. Гордиенко), «Рядом, но не вместе» (А. Лорак), «Живое сердце» (С. Павловский), «Не пытайся повторить» (С. Лазарев), «Рубашка красная» (Хабиб), «Острой бритвой» (Д. Билан), «Я чувства кинул на алтарь» (Г. Лепс), «Верни» (О. Бузова).

### 2024 год
В марте на церемонии вручения Российской национальной музыкальной премии «Виктория» седьмой раз подряд победил в номинации «Поэт года» с композицией «Дом убит» (С. Ревтов). Эта песня также победила в номинации «Городской романс». Дима Билан получил сразу три статуэтки за песню на стихи М. Гуцериева «Острой бритвой» в номинациях «Певец года», «Песня года» и «Видео года». Ещё четыре композиции М. Гуцериева вошли в шорт-лист премии: «Рядом, но не вместе» (А. Лорак), «Обязательно вернусь» (М. Фадеев), «Позови» (О. Бузова), «Не пытайся повторить» (С. Лазарев).
21 марта получил Национальную литературную премию «Поэт года» в номинации «Песни», вручаемую «Российским союзом писателей».
В апреле сразу 13 песен на стихи М. Гуцериева получили премию «Шансон года»: «Я чувства кинул на алтарь» (Г. Лепс), «Помада на щеке» (М. Шуфутинский и MIA BOYKA), «Я не хочу тебя терять» (Е. Кемеровский), «Любовь-сирота» (Элина), «Пусть мне уже за 50» (С. Ростов), «Безответная» (Н. Самбурская), «Правда без лица» (Б. Стоун), «Любовь — упрямый сердцеед» (Ю. Михальчик), «Дом убит» (С. Ревтов) «Я ревную» (М. Олейников), «Любовь за плату» (А. Левшин), «Любовь без секса» (Э. Блёданс) и «Сказка о любви» (Р. Рай).
В декабре 8 песен Гуцериева прозвучали на музыкальном фестивале «Песня года»: «Чёрная пантера» (Ф. Киркоров), «Танцы» (А. Лорак), «Я знаю, ты горазда» (С. Михайлов), «Мираж любви» (Я. Сумишевский), «Сердце в сердце» (А. Качер), «Любовь-сирота» (Ю. Михальчик), «Помада на щеке» (М. Шуфутинский и Миа Бойка) и «Песня про любовь» (А. Иванов и группа «Рондо»).

### 2025 год
В восьмой раз признан «Поэтом года» Российской национальной музыкальной премии «Виктория», а песни на его стихи получили награды в номинациях: Городской романс года («Оставь помаду на щеке» в исполнении М. Шуфутинского и MIA BOYKA), Танцевальный хит года («Сердце в сердце» в исполнении А. Качера), Рок-группа года (А. Иванов и группа «Рондо» с композицией «Песня про любовь») и Певец года (Ф. Киркоров с композицией «Чёрная пантера»).
20 марта награждён Национальной литературной премией «Поэт года», вручаемой «Российским союзом писателей» в номинации «Песни».
10 апреля на премии ЖАРА MUSIC AWARDS Михаил Гуцериев получил награду «За вклад в музыкальную индустрию». На церемонии прозвучали несколько песен на его стихи: «Чёрная пантера» (Ф. Киркоров), «Неверная» (О. Бузова), «Горький дождь» (Д. Билан), а клип Ани Лорак «Танцы» (сл. М. Гуцериев, муз. Д. Кузнецова, режиссёр Д. Литвиненко) признан лучшим в номинации «Видео года».
12 апреля девять песен на стихи Гуцериева получили награду «Шансон года»: «Мой недописанный роман» (С. Попова), «Песня про любовь» (А. Иванов), «Мираж любви» (Я. Сумишевский), «Я пью наотмашь» (С. Ростовъ), «На перекрёстке между строк» (А. Рид), «Сыграем Шуберта» (О. Судзиловская), «Ни твоих, ни моих» (М. Олейников), «Розовая нежность» (Н. Власова) и «Чужая любовь» (С. Любавин) .
7 июня получил награду музыкальной премии «МУЗ ТВ» в номинации «Легендарный поэт».

## Благотворительная деятельность
Михаил Гуцериев активно занимается меценатской деятельностью, на протяжении предпринимательской, общественной и политической карьеры. В целях систематизации масштабных социальных проектов в 2013 году М. Гуцериев учредил благотворительный фонд «Сафмар», который реализует, по собственным данным, более 60 целевых программ в 27 регионах России. У фонда девять основных направлений, среди которых: образование, духовные ценности, спорт, помощь одарённым детям, работы по возведению и реконструкции храмов, мечетей и синагог, помощь малоимущим. Входит в тройку «Лучших благотворительных фондов российских бизнесменов» по версии журнала Forbes (2022).
Основные проекты, реализованные в ходе благотворительной деятельности Гуцериева и фонда «Сафмар»:
Строительство, реконструкция, реставрация православных храмов и монастырей
- Свято-Михайловский собор в Ижевске (Удмуртия)[215][216]
- Свято-Троицева Сергеева Лавра, реставрация Трапезного храма
- Храм Покрова Пресвятой Богородицы в Мегионе (ХМАО)
- Храм Рождества Христова в Нижневартовске (ХМАО)
- Спасо-Преображенский храм в Новоспасском районе (Ульяновская область)
- Храм Казанской иконы Божией Матери в посёлке Балезино (Удмуртия)
- Спасо-Вознесенский кафедральный собор в Ульяновске (оказал помощь в восстановлении одного из шедевров русского зодчества)[217]
- Храм Святого великомученика Пантелеймона на территории Центрального клинического военного госпиталя ФСБ России в Москве[22]
- Храм Святой Троицы в селе Валамаз Селтинского района (Удмуртия)[218]
- Храм Святого Великомученика и целителя Пантелеймона в Каракулинском районе (Удмуртия)[219]
- Церковь Покрова Пресвятой Богородицы в Сарапуле (Удмуртия)[220]
- Мало-Дивеевский монастырь в селе Норья (Малопургинский район, Удмуртия)[221]
- Колокольня храма в честь архистратига Михаила в деревне Сынковичи (Гродненская область, Белоруссия)[222]
- Российский центр науки и культуры в Вифлееме (Палестинская автономия)[223]
- Храм Царственных великомучеников в Ижевске (Удмуртия)[221][224]
- Храм Иоанна Кронштадтского, Радужный (ХМАО)
- Спасо-Преображенский кафедральный в собор в Тамбове, строительство здания семинарии
- Успенский мужской монастырь в Красноярском крае (строительство гостевого подворья монастыря для принятия гостей и паломников).[225]
- Православный храм Святой Троицы в селе Юкаменское в Удмуртии (возведение храма на месте разрушенного в 1930-е годы)[226]
- Храм Успения Пресвятой Богородицы в селе Вепрева пустынь Ростовского района Ярославской области (восстановление исторического памятника XIV века, место хранения уникальных церковных реликвий)[227]
- Храм Богоявления в селе Прислониха Ульяновской области (восстановление одного из старейших православных храмов Поволжья после пожара)
- Возведение храма-часовни и звонницы в честь великомученицы Татианы в посёлке Новоспасское (Ульяновская область).
- Храм Святого пророка Иоанна Предтечи (Минская область, Беларусь)[228][229]
- Храм Покрова Пресвятой Богородицы в с. Арзамасцево (Удмуртия)[230]
- Храм иконы Божией Матери Владимирской в Краснодаре[231]

Строительство и восстановление мечетей
- Мечеть в Радужном (ХМАО)
- Мечеть в Новоспасском районе (Ульяновская область)
- Мечеть в Солнечногорске (Московская область)
- Соборная мечеть в Москве[221]
- Финансирование строительства двух мечетей в Урус-Мартановском районе (Чеченская Республика)
- Центральная мечеть в Ижевске (возведение мечети на месте разрушенной в 1930-е годы)[232]
- Центральная мечеть в Карабулаке (республика Ингушетия)[233]
- Восстановление мусульманского кладбища Караоткель — одного из самых старых и известных мест погребения усопших в Астане (Казахстан)[234]
- Реконструкция мемориала жертвам событий 1992 года «Г1оазот-кашмаш»[235]
- Финансирование строительства и благоустройства мечети в с.п. Пседах (республика Ингушетия)[233]
- Реконструкция и благоустройство всех кладбищ на территории республики Ингушетия, как мусульманских, так и христианских, а также всех воинских захоронений и памятников[236]

Строительство синагог и поддержка еврейских общинных центров
- Московский еврейский общинный центр
- Синагоги в Калининграде и Новосибирске[221]
- Еврейский музей и центр толерантности (поддержка в реализации научно-просветительских, образовательных, культурных программ музея)[237][238]

Буддистские объекты
- Агинский дацан (Агинский Бурятский автономный округ)[221]

Реконструкция объектов культурного наследия
- Реконструкция всех башенных комплексов в Республике Ингушетия (всего около 2500 строений, программа рассчитана на 20 лет). К 2025 году завершены работы на комплексах Бишт, Ний, Морч, Харпи, Говст, Тумги, Пуй, Эбан, Келли, Дошхалке и других[239][240]
- Создание «паспорта горной Ингушетии» и проектирование всех реконструированных комплексов башен (в каждом комплексе от 5 до 10 башен)[241]
- Восстановление древнейшего христианского храма в России — «Тхаба-Ерды» (Республика Ингушетия)[242]

Медицина
- Министерство здравоохранения Чечни (приобретение 106 машин «скорой помощи», финансирование операций 250 детям с сердечными заболеваниями, капитальный ремонт Урус-Мартановской районной больницы)[243][244][245]
- Медицинские учреждения Удмуртии (приобретение 25 реанимационных автомобилей)[246]
- Медицинские учреждения Ульяновской области (приобретение 20 автомобилей «скорой помощи»)[247]
- Реабилитационный центр в Ижевске — один из крупнейших в России оздоровительных центров для детей и подростков с ограниченными возможностями на 1 600 мест[248]
- Приобретение амбулифтов для аэропорта г. Магас (Республика Ингушетия)[249]

Образование
- Строительство школы-гимназии «Марем» в Магасе (Республика Ингушетия)
- Школа № 23 в Грозном (Чеченская Республика)[221]
- Институт нефти и газа Удмуртского государственного университета[250]
- Общежитие Института нефти и газа Удмуртского государственного университета[250] на 350 мест со спортивным залом.[251][252]
- Детский сад в Саратове (самое крупное детское дошкольное учреждение в Саратовской области на 300 мест)[253]
- Образовательные учреждения Удмуртской республики (приобретение 38 школьных автобусов)[254]
- Общежитие Саратовского областного колледжа искусств (одно из старейших образовательных учреждений Поволжья). Общежитие рассчитано на 160 мест[255]
- Школа-гимназия в Минске, Белоруссия (ведущее среднее образовательное учреждение в республике)[256]
- Поддержка Российской экономической школы в части стипендиальных программ, медиапроектов, проведение общественных научно-просветительских лекторий[257]
- Строительство Академии цифрового развития в Ингушетии на базе бесплатной для учеников школы программирования «Школа 21». Академия готовит более 500 программистов в год[258]
- Строительство детского лагеря летнего отдыха «Эрзи» (Республика Ингушетия)[259]

Спорт
- Детско-юношеские футбольные команды клуба «Нефтяник» (посёлок Новоспасское, Ульяновская область)[260]
- Сборные команды Удмуртии по биатлону, лыжным гонкам, велоспорту и стрельбе[261]
- Детская спортивная школа «Белкаммотоспорт» и Государственный зоопарк Удмуртии в Ижевске[262]
- Спортивно-развлекательный комплекс «Оренбуржье» (Оренбургская область)
- Ледовый дворец спорта в Саратове (реконструкция главной спортивной арены области для проведения соревнований международного уровня по хоккею и баскетболу)[263]
- Спортивный комплекс в Амурской области (реконструкция крытого ледового катка, оснащение современным спортивно-технологическим оборудованием)[264]
- Стадион в Ижевске — строительство и оснащение крупного спортивно-оздоровительного центра для проведения массовых спортивных мероприятий вместимостью до 5000 чел[265]
- Центральный стадион в пос. Новоспасское (Ульяновская область)
- Реставрация легкоатлетического манежа (здание является объектом культурного наследия) Московского государственного университета имени М. В. Ломоносова
- Строительство современного ледового дворца «Ice Arena MOZHGA» на 450 зрителей в г. Можга и 9 хоккейных площадок в других населённых пунктах Удмуртской республики[266].
- Строительство волейбольного стадиона «Волейград» в Анапе[267]
- Строительство волейбольного центра в Ярославле[268]
- Строительство физкультурно-оздоровительного комплекса «Витязь» (Удмуртия)[269]

Детские дома и приюты
- Приют для детей сирот на территории Толгского монастыря (Ярославская область)[270]
- Детские дома Томской области[271]
- Строительство дома-интерната в с.п. Троицкое (Республика Ингушетия)[272]

Объекты и мероприятия культуры
- Дворец культуры и городской парк отдыха в Черкесске[221]
- Традиционный ежегодный Международный конкурс виолончелистов имени Св. Кнушевицкого в Саратове (патронат единственного в России самостоятельного международного конкурса молодых исполнителей)[273]
- Ежегодная поддержка Зимнего международного фестиваля искусств в Сочи под руководством Юрия Башмета
- Ежегодная помощь в проведении Московского пасхального фестиваля, фестиваля «Звёзды белых ночей в Санкт-Петербурге», фестиваля «Мариинский в Самаре» и др.
- Строительство Дома культуры в Сунже[274]

Поддержка социально незащищенных категорий населения
- Приобретение 50 квартир для социально незащищённых категорий населения, Орск (Оренбургская область)
- Строительство в г. Любань (Минская обл., Белоруссия) 4-х пятиэтажных домов с развитой инфраструктурой в дар жителям города
- Приобретение 12 квартир в Москве для детей из малообеспеченных семей — финалистов музыкального конкурса «Ты — супер!», проходящего на телеканале НТВ.

Поддержка предпринимателей
- Создание школы «Бизнес-акселератор» в Магасе (Республика Ингушетия), бесплатно обучающей предпринимательству по разным направлениям технологичного бизнеса[275]
- Создание на базе Академии цифрового развития Фонда «ангельского» финансирования технологических проектов в Ингушетии. Концепция «бизнес-ангелов» предполагает точечное совместное финансирование IT-бизнесов с их собственниками в соотношении 50/50[276]

Кроме этого, благотворительный фонд «Сафмар» ежегодно дополнительно направляет до 2 млрд рублей на реализацию различных благотворительных и социальных программ.
В 2020 году во время пандемии коронавируса мэрия Москвы воспользовалась предложением Михаила Гуцериева использовать отели, принадлежащие группе Сафмар, под развёртывание госпиталей для больных Covid-19.

## Совместные проекты
Президент НК «РуссНефть» Михаил Гуцериев и ректор МГУ им. М. В. Ломоносова Виктор Садовничий инициировали создание «Высшей школы инновационного бизнеса», одного из пяти корпоративных университетов МГУ. Программы разрабатывались «РуссНефтью» и тремя факультетами МГУ (геологический, химический и факультет управления) с учётом задач, стоящих перед нефтяными корпорациями, по трём магистерским программам: «Геолого-физические исследования нефтяных и газовых месторождений», «Химическая переработка углеводородного сырья», «Управление природными ресурсами».

## Награды и премии

### СССР
- Медаль «За трудовую доблесть»[280]
- Медаль «За трудовое отличие»[280]

### Российская Федерация
Государственные награды и звания
- Орден Дружбы («За большой вклад в укрепление российской государственности, дружбы и сотрудничества между народами»)[281]
- Орден Почёта («За большой вклад в развитие медиаиндустрии и многолетнюю плодотворную работу»)[282]
- Почётная грамота Президента РФ («За активную общественную деятельность по сохранению и популяризации культурного и исторического наследия России на Святой Земле»)[283]
- Благодарность Правительства Российской Федерации (29 августа 2013 года) — за большой личный вклад в развитие топливно-энергетического комплекса и многолетний добросовестный труд[284]
- Почётная грамота правительства Российской Федерации («За содействие в организации возвращения россиян из-за рубежа в период пандемии»)[285]
- Пять раз награждён именным оружием за выполнение специальных поручений правительства РФ[280]
- Звание «Заслуженный экономист Российской Федерации»[280]
- Звание «Ветеран труда» (за многолетнюю плодотворную работу по развитию нефтегазового сектора России)[286].

Награды субъектов Российской Федерации
- Благодарность Правительства республики Хакасия за оказание помощи в ликвидации последствий пожаров в республике
- Премия Правительства Москвы «Крылья аиста» в номинации «Меценат» за вклад в развитие семейного устройства детей-сирот[287]
- Звание «Почётный Гражданин Удмуртской Республики» за большой личный вклад в социально-экономическое развитие Удмуртии[288]
- Звание «Почётный Гражданин Чеченской Республики» за весомый вклад в восстановление и развитие региона[289]
- Почётное звание «Меценат года» за реализацию благотворительных и инвестиционных проектов в Республике Ингушетия[290]

Наименование улиц
- В сентябре 2005 года именем Гуцериева названы улицы в городе Грозный и селе Гойты в Чеченской Республики[291][292]

Ведомственные награды и звания
- Медаль «За отличие в специальных операциях» ФСБ России за освобождение заложников в Беслане[280][293]
- Звание «Почётный нефтяник»[280]
- Звание «Почётный работник топливно-энергетического комплекса»[294]
- Медаль «За заслуги в развитии топливно-энергетического комплекса» I степени Минэнерго РФ
- Благодарность Федеральной службы РФ по контролю за оборотом наркотиков[291]
- Знак Министерства иностранных дел РФ «За вклад в международное сотрудничество»[285]
- Премия «Вершина» Правительства Российской Федерации за выдающийся вклад в сферу инвестиций и финансов регионов России[295]

### НаградыПалестинской национальной администрации
- Орден «За заслуги и отличия»[296]

### Награды международных правительственных организаций
- Орден «Содружество» (3 декабря 2004 года, Межпарламентская ассамблея СНГ) — за активное участие в деятельности Межпарламентской Ассамблеи и её органов, вклад в укрепление дружбы между народами государств — участников Содружества[297]

### Награды неправительственных организаций
Награды Русской православной церкви
- Орден преподобного Сергия Радонежского I степени[280]
- Орден преподобного Сергия Радонежского II степени[291]
- Орден преподобного Сергия Радонежского III степени[270]
- Орден святого блаженного Андрея Симбирского[298]
- Орден святого благоверного князя Даниила Московского I степени[299]
- Орден святого благоверного князя Даниила Московского II степени[280]
- Орден святого равноапостольного великого князя Владимира II степени[300]
- Орден «Славы и Чести» III степени[301]
- Медаль Андрея Симбирского I степени
- Медаль Великомученицы Екатерины I степени[231]

Награды Белорусской православной церкви
- Орден святителя Кирилла Туровского I степени[228]

Награды Совета муфтиев России
- Орден «Аль-Фахр» I степени[302]

Награды Императорского православного палестинского общества
- Почётный памятный знак «Орден Вифлеемской звезды»[303]
- «Медаль им. Василия Николаевича Хитрово» за вклад в строительство Культурно-делового центра РФ в Вифлееме (Палестинское государство)[304]

Награда Союза писателей России
- Медаль имени Михаила Шолохова[156]

Награда уполномоченного по правам человека в России
- Медаль «Спешите делать добро»[305]

### Университетские награды и звания
- 1 сентября 2011 года распоряжением президента Удмуртской Республики А. Волкова за вклад в строительство здания Института нефти и газа Удмуртского государственного университета институту было присвоено имя Михаила Гуцериева[306]
- Медаль Бенджамина Франклина за международное сотрудничество (Чепменский университет, США)[307]
- Почётный профессор Евразийского экономического клуба учёных (Казахстан)[308]

### Премии
- 117 композиций стали лауреатом музыкального фестиваля «Песня года»[201][309][310][311][312]
- 95 песен на стихи Михаила Гуцериева получили награду «Шансон года»[313][314]
- 10 песен получили награду «Золотой граммофон»[315]
- Пятикратный лауреат фестиваля «Песня года» в номинации «Поэт года» (2013, 2014, 2016, 2017, 2018)[316]
- Восьмикратный лауреат Российской национальной музыкальной премии «Виктория» в номинации «Поэт года» (2017, 2018, 2019, 2020, 2021, 2022, 2023, 2024)
- Лауреат премии BraVo в номинации «Поэт года» (2018)
- Звание «Легендарный поэт» на премии «МУЗ ТВ»[210]
- Лауреат премии «За вклад в музыкальную индустрию» ЖАРА MUSIC AWARDS (2025)[207]
- Победитель Национальной литературной премии «Поэт года», вручаемой Российским союзом писателей (2022)[196]
- Трёхкратный победитель премии «Поэт года» в номинации «Песни» Российского союза писателей (2021, 2023, 2024)[206]
- Лауреат литературной премии им. С. Есенина «Русь моя», ежегодно проводимого Российским союзом писателей (2022)[317]
- Лауреат премии Top Hit Music Awards в номинации «Автор года» (2023)[318]
- Лауреат всероссийской премии Radio Station Awards в области радиовещания в номинации «За вклад в развитие радиоиндустрии»[319]
- Лауреат национальной премии имени Петра Великого[19]
- «Лучший менеджер года» согласно конкурсу журнала «Компания»[19]
- Победитель общероссийского конкурса «Финансист года», проводимого под эгидой Торгово-промышленной палаты[291]
- Лауреат общественного конкурса «Лица года» в номинации «Предприниматель года», проводимого издательским холдингом «Совершенно секретно»[291]
- Лауреат премий «Меценат года», «Российский национальный олимп»[291], «Лучший руководитель России-2011» в номинации «Добыча полезных ископаемых»[320], «Персона года-2011» в номинации «Бизнесмен года»[321]
- Лауреат международной премии «Лучший бизнесмен Евразии-2013», вручаемой авторитетной общественной организацией Center for Global Dialogue and Cooperation (CGDC) за эффективную реализацию масштабных бизнес-проектов на территории России и стран СНГ[322]
- Победитель национального конкурса «Медиа-Менеджер» в номинации «Бизнес-персона»[323]
- Лауреат национальной премии «Меценат года культуры»[324]
- Лауреат именной премии Олега Табакова «За бескорыстную заботу и поддержку творческой молодёжи России»[325]
- Победитель конкурса «Самый успешный российский предприниматель 2015 года»[326]
- Лауреат премии «За открытость прессе» Союза журналистов России[327]
- В рейтинге высших руководителей 2010 года газеты «Коммерсантъ» занял второе место в номинации «Топливный комплекс»[328]; с 2014 года неизменно входит в список наиболее влиятельных бизнесменов страны в номинации «Бизнес-лидер» в рамках ежегодного рейтинга ИД «Коммерсантъ» «ТОП-1000 российских менеджеров».[329]
- Лауреат премии «Золотой Трезини» (2024) за лучший реализованный проект реставрации объекта культурного наследия (башенный комплекс «Харп» в Ингушетии)[330][331]